# Ion fortement chargé
Pour les articles homonymes, voir HCI.
Un ion fortement chargé (en anglais, highly charged ion ou HCI) est un ion à l'état de très haute charge en raison de la perte d'un grand nombre ou de la plupart de ses électrons, à la suite de collisions énergétiques ou par l'absorption de photons à haute énergie.
Comme exemples d'ions fortement ionisés, on peut mentionner :
- le fer 13 fois ionisé, Fe13+ ou Fe XIV en notation spectroscopique, trouvé dans la couronne du Soleil ;
- l'uranium nu, U92+ (U XCIII en notation spectroscopique), qui nécessite une très grande énergie pour sa production.

## Présence naturelle
Les ions fortement chargés se trouvent dans les couronnes stellaires, dans les galaxies actives, dans les rémanents de supernova et dans les disques d'accrétion. La majeure partie de la matière visible présente dans l'univers est constituée d'ions hautement chargés.

## Production au laboratoire
Les plasmas à haute température utilisés pour la recherche sur la fusion nucléaire contiennent des ions fortement chargés générés par l'interaction plasma-paroi (voir Tokamak). En laboratoire, les ions fortement chargés sont étudiés au moyen d'accélérateurs de particules d'ions lourds et de pièges à ions à faisceaux d'électrons.

## Propriétés
Un atome radioactif très fortement chargé, voire entièrement ionisé, peut voir sa constante de désintégration fortement modifiée, l'ionisation pouvant favoriser des modes de désintégration. Par exemple la demi-vie du rhénium 187 entièrement ionisé est de (32,9 ± 2,0) ans contre 41 milliards d'années pour l'atome neutre, et celle du dysprosium 163 entièrement ionisé de 47+5
 −4 jours alors que l'atome neutre est observé stable.

## Applications
Les ions fortement chargés pourraient avoir des applications dans l'amélioration des horloges atomiques, les progrès de l'informatique quantique et une mesure plus précise des constantes physiques fondamentales.